# Lila & Eve
Lila & Eve è un film del 2015 diretto da Charles Stone III.

## Trama
Lila Walcott, dopo aver perso tragicamente il figlio Stephon all'interno di una sparatoria, decide di iniziare a partecipare a un gruppo di sostegno, pur continuando a meditare vendetta; conosce così Eve Rafael, la quale decide di aiutarla a trovare gli assassini di suo figlio. Lila riesce nel suo obiettivo, riuscendo a rifarsi una vita con l'altro suo figlio, Justin; scopre tuttavia che Eve era stato solo un frutto della sua immaginazione, che l'aveva aiutata a compiere ciò che temeva di non poter fare da sola.

## Distribuzione
Negli Stati Uniti, l'anteprima del film si è svolta il 30 gennaio 2015 al Sundance Film Festival; i diritti per la distribuzione sono stati acquistati dalla Samuel Goldwyn Films, che ha effettuato per Lila & Eve una distribuzione limitata nei cinema a partire dal 17 luglio 2015, per poi pubblicare il film direttamente in home video.